# Obolcola petronaria
Obolcola petronaria är en fjärilsart som beskrevs av Achille Guenée 1858. Obolcola petronaria ingår i släktet Obolcola och familjen mätare. Inga underarter finns listade i Catalogue of Life.